# Agnieszka Gąsienica-Daniel
Agnieszka Gąsienica-Daniel (* 22. Dezember 1987 in Zakopane) ist eine ehemalige polnische Skirennläuferin. Sie war auf die technischen Disziplinen Slalom und Riesenslalom spezialisiert. Ihre jüngere Schwester Maryna ist ebenfalls Skirennläuferin.

## Biografie
Gąsienica-Daniel fuhr ihre ersten FIS-Rennen im Dezember 2002 und erreichte von Beginn an gute Platzierungen. Nur drei Monate später startete sie erstmals bei Juniorenweltmeisterschaften, beendete aber keines ihrer Rennen. Im folgenden Jahr belegte sie bei den Juniorenweltmeisterschaften 2004 in Maribor den 29. Rang im Riesenslalom. Am 21. Februar 2004 startete sie erstmals im Europacup und wurde nur wenige Tage später polnische Juniorenmeisterin im Riesenslalom und im Super-G. Im Alter von nur 16 Jahren startete Gąsienica-Daniel am 23. Oktober 2004 beim Riesenslalom von Sölden erstmals in einem Weltcuprennen. In den folgenden drei Jahren hatte sie aber nur wenige Weltucpeinsätze und konnte in keinem dieser Rennen ein Ergebnis vorweisen. Im Februar 2005 nahm sie erstmals an Weltmeisterschaften teil und belegte den 31. Rang im Riesenslalom. Zwei Wochen später kam sie bei den Juniorenweltmeisterschaften auf den 20. Platz im Slalom.
Ihr bestes Resultat bei Juniorenweltmeisterschaften erreichte Gąsienica-Daniel in Québec 2006 mit dem elften Platz im Slalom, ein Jahr später belegte sie Rang 12 im Riesenslalom und Rang 13 im Slalom. 2006 wurde sie zum ersten Mal polnische Riesenslalom-Meisterin. Bis 2013 folgten sieben weitere Titel. Im Jahr 2007 nahm Gąsienica-Daniel an den Weltmeisterschaften in Åre teil, fiel aber sowohl im Slalom als auch im Riesenslalom im ersten Durchgang aus. Zu Beginn der Saisons 2006/07 und 2007/08 fuhr sie mehrere Rennen im Nor-Am Cup und erreichte als bestes Resultat einen dritten Platz im Riesenslalom von Winter Park im Dezember 2006.
Ab der Saison 2007/08 war Gąsienica-Daniel regelmäßig im Weltcup am Start und holte am 24. November im Riesenslalom von Panorama mit Platz 26 ihre ersten Weltcuppunkte, blieb aber im Rest des Winters ohne weiteres Ergebnis. Im September 2008 nahm sie an acht Rennen des Australia New Zealand Cups teil und konnte dreimal gewinnen sowie zwei zweite Plätze erreichen. Damit belegte sie hinter ihrer Teamkollegin Katarzyna Karasińska den zweiten Gesamtrang und entschied die Super-G- sowie die Kombinations-Wertung für sich. Zu Beginn der Weltcupsaison 2008/09 fuhr Gąsienica-Daniel im Riesenslalom von Sölden erneut auf Platz 26 und punktete zum zweiten Mal, einen Monat später kam sie im Slalom von Aspen auf Rang 28. Im Europacup gelang ihr im Januar 2009 im Riesenslalom von Courchevel die erste Podestplatzierung. Bei den Weltmeisterschaften 2009 in Val-d’Isère ging sie im Slalom und Riesenslalom an den Start, scheiterte aber beide Male an der Qualifikation für den zweiten Lauf.
Im Sommer 2009 nahm Gąsienica-Daniel wieder an den Rennen des Australia New Zealand Cups teil und entschied mit einem Sieg und weiteren fünf Podestplätzen die Gesamtwertung für sich. Am 28. November 2009 gelang ihr mit Platz 20 im Riesenslalom von Aspen das beste Weltcupergebnis. Bei ihren ersten Olympischen Winterspielen 2010 in Vancouver startete sie in allen fünf Disziplinen und kam mit Ausnahme des Riesenslaloms immer ins Ziel; ihr bestes Ergebnis war Platz 23 im Super-G. In der Saison 2010/11 blieb Gąsienica-Daniel erstmals seit vier Jahren wieder ohne Weltcuppunkte. Bei den Weltmeisterschaften 2011 in Garmisch-Partenkirchen erzielte sie mit Platz 18 in der Super-Kombination und Rang 30 im Slalom zwei Platzierungen im Mittelfeld. Im Winter 2011/12 begann sie den Anschluss an die Weltspitze zu verlieren, weshalb sie wieder vermehrt Rennen im Europacup und im Nor-Am-Cup bestritt. Zu Beginn der Saison 2012/13 erzielte sie in Aspen zwei Podestplätze im Nor-Am Cup. Bei den Weltmeisterschaften 2013 in Schladming kam sie nicht über den 29. Platz im Slalom hinaus. Sie nahm an der Winter-Universiade 2013 teil, wo der sechste Platz im Super-G ihr bestes Ergebnis war. Schließlich trat sie im März 2014 vom Spitzensport zurück.

## Erfolge

### Olympische Spiele
- Vancouver 2010: 23. Super-G, 25. Super-Kombination, 32. Abfahrt, 35. Slalom

### Weltmeisterschaften
- Bormio 2005: 31. Riesenslalom
- Val-d’Isère 2009: 33. Riesenslalom, 34. Slalom
- Garmisch-Partenkirchen 2011: 18. Super-Kombination, 30. Slalom
- Schladming 2013: 29. Riesenslalom, 36. Slalom

### Weltcup
- 1 Platzierung unter den besten 20

### Weltcupwertungen
| Saison  | Gesamt | Gesamt | Riesenslalom | Riesenslalom | Slalom | Slalom |
| Saison  | Platz  | Punkte | Platz        | Punkte       | Punkte | Platz  |
| ------- | ------ | ------ | ------------ | ------------ | ------ | ------ |
| 2007/08 | 118.   | 5      | 50.          | 5            | –      | –      |
| 2008/09 | 111.   | 8      | 52.          | 5            | 60.    | 3      |
| 2009/10 | 112.   | 11     | 43.          | 5            | –      | –      |

### Europacup
- Saison 2004/05: 7. Gesamtwertung, 3. Slalomwertung, 4. Riesenslalomwertung
- Saison 2008/09: 4. Super-G-Wertung
- Saison 2011/12: 9. Gesamtwertung, 9. Slalomwertung
- 1 Podestplatz

### Nor-Am Cup
- Saison 2008/09: 10. Gesamtwertung, 10. Slalomwertung
- Saison 2011/12: 10. Slalomwertung
- 3 Podestplätze

### Australia New Zealand Cup
- Saison 2009: 2. Gesamtwertung, 1. Super-G-Wertung, 1. Kombinationswertung, 2. Riesenslalomwertung
- Saison 2010: 1. Gesamtwertung, 2. Super-G-Wertung, 2. Kombinationswertung, 3. Slalomwertung
- 11 Podestplätze, davon 4 Siege

### Juniorenweltmeisterschaften
- Maribor 2004: 29. Riesenslalom
- Bardonecchia 2005: 20. Slalom
- Québec 2006: 11. Slalom, 20. Riesenslalom, 37. Super-G
- Altenmarkt 2007: 12. Riesenslalom, 13. Slalom

### Weitere Erfolge
- 7 polnische Meistertitel (Riesenslalom 2006, 2008, 2009, 2010, 2013; Slalom 2009; Super-G 2013)
- 2 polnische Juniorenmeistertitel (Riesenslalom und Super-G 2004)
- Winter-Universiade 2013: 6. Super-G, 11. Riesenslalom
- 4 Siege in FIS-Rennen (3× Riesenslalom, 1× Slalom)